# Kenići Koniši
Kenići Koniši (jap. 小西 健一) (Hamhung, Koreja, 20. ožujka 1909.) je bivši japanski hokejaš na travi.  
Osvojio je srebrno odličje na hokejaškom turniru na Olimpijskim igrama 1932. u Los Angelesu. Odigrao je dva susreta na mjestu napadača.

## Vanjske poveznice
- Profil na Database Olympics
- Profil na Sports Reference.com  Arhivirana inačica izvorne stranice od 27. siječnja 2012. (Wayback Machine)